# Carle Place (New York)
Carle Place, également appelée Frog Hollow et Mineola Park est une census-designated place du comté de Nassau, dans l'État de New York, aux États-Unis,. En 2020, elle compte une population de 5 005 habitants.